# Palazzo del Balì (Fasano)

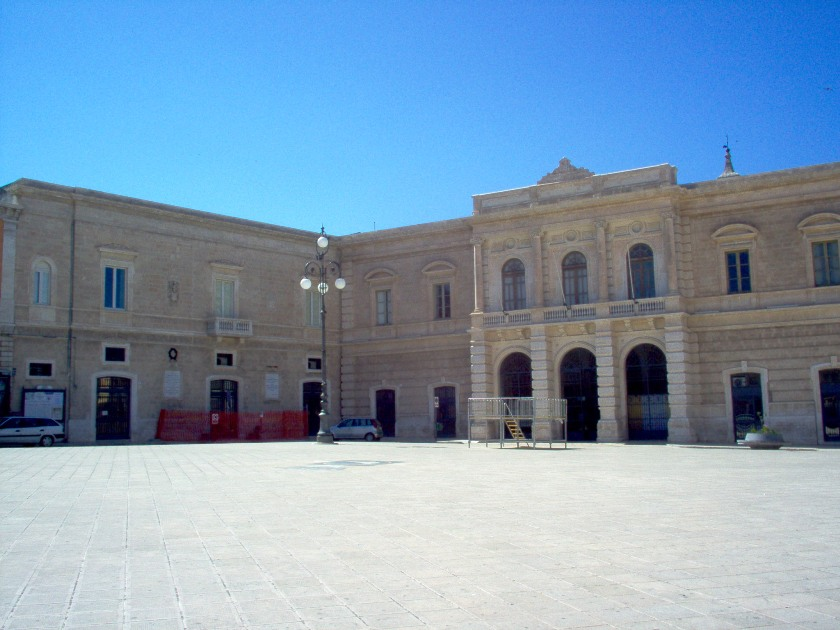

Il Palazzo del Balì di Fasano è un castello, già residenza del Balì dei Cavalieri di Malta e sede della guarnigione militare. Dai primi anni del '900 è la sede municipale.

## Storia
Il palazzo era già esistente nel 1589, quando il Balì Avogadro lo restaurò. Nei secoli XVII e XVIII la sua mole, l'atrio, gli archi, le cupole e la chiesa sottostante lo rendevano simbolo del potere dei Cavalieri di Malta. Di spicco era la Loggia del Cavaliere con diciotto archi e balaustra. L'entrata dell'antico castello era situata in corrispondenza dell’Arco del Cavaliere (oggi chiamato Arco del Balì), un portale a cui si accede al cortile, oggi utilizzato come centro conferenze. Così descrivevano il palazzo nel 1777:
(S. Stefano di Fasano, Cabreo del Baliaggio)
Nel 1897 si decise di abbattere la pericolante Loggia del Cavaliere ed edificare il Palazzo Municipale occupando buona parte dell'antico castello del Balì. La facciata del palazzo, posta di fronte a Piazza Ignazio Ciaia, è in severe forme neoclassiche, su due piani con il primo piano ornato da una balaustra dietro la quale si aprono tre eleganti archi–finestre. Due enormi archi sorretti da una coppia di colonne accolgono nel primo piano, dove il salone di rappresentanza presenta raffinati ornamenti sulle volte, sulle pareti e sulle porte. 

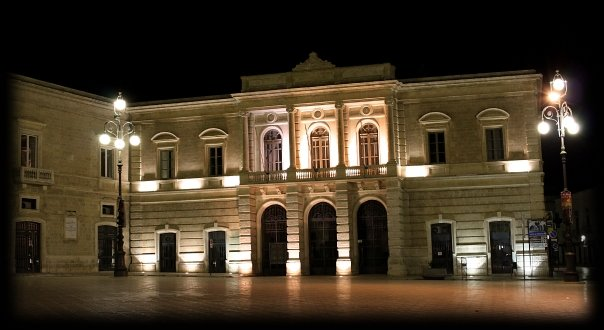

Il nuovo Palazzo quindi soppiantò lo storico loggiato baliale e questo cambio la fisionomia della nuova piazza, le critiche non mancarono:
(Angelo Custodero, Fasano: indagini storiche)
Da allora la sede del municipio venne spostata proprio nel nuovo palazzo lasciando il Palazzo dell'Orologio sede municipale dal XVIII secolo.